# 兵庫県立姫路別所高等学校
兵庫県立姫路別所高等学校（ひょうごけんりつ ひめじべっしょこうとうがっこう）は、兵庫県姫路市別所町北宿にある公立高等学校。

## 概要
1975年に兵庫県立姫路東高等学校御国野校舎として開設され、全日制で普通科設置。姫路市東部と高砂市との境の田園地帯に立地する。通称「ひめじべっしょ」「べっしょ」。
兵庫県第4学区に属する。また、高砂市の区域からも通学が可能である。
「高校への特別支援学校分教室設置調査研究事業」指定校。同校敷地内に兵庫県立姫路特別支援学校分教室を設置している。

## 沿革
- 1975年 - 兵庫県立姫路東高等学校御国野校舎として開校
- 1976年 - 現校名として独立・姫路市別所町北宿の新校舎に移転
- 1979年 - 校歌制定（作詞：佐々木恵雄、作曲：林雄一郎）
- 1992年 - 制服改定
- 2011年 - 第1学年より現行の制服に改定、姫路特別支援学校分教室設置

## 校訓
- 自立「たゆまぬ自己啓発と自らを律する態度」
- 責任「よき校風樹立へのほこりと責任」
- 友愛「喜び悲しみの共感温い心の交流」

## 学科
- 普通科
  - 1年次
    - 普通クラス
    - 特別編成クラス

  - 2・3年次
    - 理系クラス（主に理系の入試科目が出る大学への進学を考慮したカリキュラム）
    - 文Iクラス（主に文系の入試科目が出る大学への進学を考慮したカリキュラム）
    - 文IIクラス（主に大学、専門学校、就職を考慮したカリキュラム）
- 1年次の特別編成クラスは、志望者の中から入学試験の成績順で編成（1クラス）。2学年進級時にてコース分類。理系クラスと文Iクラスにおいては、志望者の中から1学年時の成績順で編成。

## 同窓会
- 兵庫県立姫路別所高等学校友城会

## 学校行事
- 新入生合宿オリエンテーション
- 兵庫県立姫路特別支援学校との交流文化祭
- 兵庫県立姫路特別支援学校との交流体育祭
- 芸術鑑賞会
- 耐寒登山（1年のみ）
- 耐寒マラソン（1・2年のみ）
- 修学旅行
- 前期球技大会
- 後期球技大会

## 部活動
女子硬式野球部は兵庫県内の公立高校としては初の創部となった。
- 文化部 - 吹奏楽、伝統文化、美術、写真、文芸、放送、軽音楽、書道、コンピュータ、ボランティア
- 運動系 - 硬式野球、サッカー、陸上競技、バレーボール、バスケットボール、バドミントン、卓球、剣道、硬式テニス、弓道、女子硬式野球

活動実績
- 美術部
  - 平成19年度 全国高等学校総合文化祭出品
- 空手道部
  - 平成17年度 全国選抜空手道大会出場（愛媛、女子団体形の部）
- 女子硬式野球部
  - 令和6年度 第28回全国高等学校女子硬式野球選手権大会出場[3]
- 部活動紹介後に全生徒はいずれかの部に必ず仮入部を行う。ただし本入部は自由。

## アクセス
- 山陽本線（JR神戸線）ひめじ別所駅から北へ約2Km。